# Agoro Papavasilíu
Agoro Papavasilíu –en griego, Αγόρω Παπαβασιλείου– (11 de marzo de 1982) es una deportista griega que compitió en lucha libre. Ganó una medalla de bronce en el Campeonato Europeo de Lucha de 2006, en la categoría de 63 kg.

## Palmarés internacional
| Campeonato Europeo | Campeonato Europeo | Campeonato Europeo | Campeonato Europeo |
| Año                | Lugar              | Medalla            | Categoría          |
| ------------------ | ------------------ | ------------------ | ------------------ |
| 2006               | Moscú (Rusia)      | Medalla de bronce  | 63 kg              |